# 1-Chlornonan
1-Chlornonan ist eine chemische Verbindung aus der Gruppe der aliphatischen, gesättigten Halogenkohlenwasserstoffe.

## Gewinnung und Darstellung
1-Chlornonan kann durch Reaktion von 1-Nonen mit Salzsäure gewonnen werden.

## Eigenschaften
1-Chlornonan ist eine brennbare, schwer entzündbare, farblose bis gelbliche Flüssigkeit, die praktisch unlöslich in Wasser ist.

## Verwendung
1-Chlornonan wird zur Herstellung anderer chemischer Verbindungen (zum Beispiel 2-Bromdecanal) verwendet.

## Sicherheitshinweise
Die Dämpfe von 1-Chlornonan können mit Luft ein explosionsfähiges Gemisch (Flammpunkt 74 °C) bilden.